# كوتنوود فولز
كوتنوود فولز (بالإنجليزية: Cottonwood Falls, Kansas)‏ هي مدينة تقع في مقاطعة تشيس، كانزاس بولاية كانساس في الولايات المتحدة. تبلغ مساحة هذه المدينة 1.55 (كم²)، وترتفع عن سطح البحر 367 م، بلغ عدد سكانها 903 نسمة في عام 2010 حسب إحصاء مكتب تعداد الولايات المتحدة وتصل الكثافة السكانية فيها 590.9 نسمة/كم2.

## التركيبة السكانية
قام مكتب تعداد الولايات المتحدة بتحديد بيانات التركيبة السكانية لكوتنوود فولزفي تعداد الولايات المتحدة. في ما يلي، التركيبة السكانية حسب تعدادي 2000 و2010.

### تعداد عام 2000
بلغ عدد سكان كوتنوود فولز 966 نسمة بحسب تعداد عام 2000، وبلغ عدد الأسر 375 أسرة وعدد العائلات 227 عائلة مقيمة في المدينة. في حين سجلت الكثافة السكانية 1,674.9 نسمة لكل ميل مربع (646.7/كم2). وبلغ عدد الوحدات السكنية 427 وحدة بمتوسط كثافة قدره 740.3 نسمة لكل ميل مربع (285.8/كم2).
وتوزع التركيب العرقي للمدينة بنسبة 94.93% من البيض و 1.14% من الأمريكيين الأصليين و 0.21% من الأمريكيين ذوي الأصول الآسيوية و 2.38% من الأمريكيين الأفارقة و 0.52% من عرقين مختلطين أو أكثر.
بلغ عدد الأسر 375 أسرة كانت نسبة 28.3% منها لديها أطفال تحت سن الثامنة عشر تعيش معهم، وبلغت نسبة الأزواج القاطنين مع بعضهم البعض 47.2% من أصل المجموع الكلي للأسر، ونسبة 11.7% من الأسر كان لديها معيلات من الإناث دون وجود شريك، وكانت نسبة 39.2% من غير العائلات. تألفت نسبة 34.4% من أصل جميع الأسر من أفراد ونسبة 20.5% كانوا يعيش معهم شخص وحيد يبلغ من العمر 65 عاماً فما فوق. وبلغ متوسط حجم الأسرة المعيشية 2.93، أما متوسط حجم العائلات فبلغ 2.27.
بلغ العمر الوسطي للسكان 39 عاماً. وكانت نسبة 23.2% من القاطنين تحت سن الثامنة عشر، وكانت نسبة 6.1% بين الثامنة عشر والأربعة وعشرون عاماً، ونسبة 29.6% كانت واقعةً في الفئة العمرية ما بين الخامسة والعشرون حتى والأربعة وأربعون عاماً، ونسبة 18.1% كانت ما بين الخامسة والأربعون حتى الرابعة والستون، ونسبة 23.0% كانت ضمن فئة الخامسة والستون عاماً فما فوق. يوجد لكل 100 أنثى 91.7 ذكر، ويوجد لكل 100 أنثى في الثامنة عشر من عمرها فما فوق 90.7 ذكر.
بلغ متوسط دخل الأسرة في المدينة 28,947 دولار، أما متوسط دخل العائلة فبلغ 37,986 دولار. وكان متوسط دخل الذكور 27,639 دولار مقابل 19,167 دولار للإناث. وسجل دخل الفرد الخاص بالمدينة 15,166 دولار. وكانت نسبة 8.8% من العائلات ونسبة 11.6% من السكان تحت خط الفقر، وكان من هؤلاء نسبة 15.0% تحت سن الثامنة عشر ونسبة 8.6% في الخامسة والستين من العمر وما فوق.

### تعداد عام 2010
بلغ عدد سكان كوتنوود فولز 903 نسمة بحسب تعداد عام 2010، وبلغ عدد الأسر 342 أسرة وعدد العائلات 205 عائلة مقيمة في المدينة. في حين سجلت الكثافة السكانية 1,530.5 نسمة لكل ميل مربع (590.9/كم2). وبلغ عدد الوحدات السكنية 414 وحدة بمتوسط كثافة قدره 701.7 لكل ميل مربع (270.9/كم2).
وتوزع التركيب العرقي للمدينة بنسبة 93.9% من البيض و 0.2% من الأمريكيين ذوي الأصول الآسيوية و 3.4% من الأمريكيين الأفارقة و 1.3% من عرقين مختلطين أو أكثر.
بلغ عدد الأسر 342 أسرة كانت نسبة 28.7% منها لديها أطفال تحت سن الثامنة عشر تعيش معهم، وبلغت نسبة الأزواج القاطنين مع بعضهم البعض 46.8% من أصل المجموع الكلي للأسر، ونسبة 9.4% من الأسر كان لديها معيلات من الإناث دون وجود شريك، بينما كانت نسبة 3.8% من الأسر لديها معيلون من الذكور دون وجود شريكة وكانت نسبة 40.1% من غير العائلات. تألفت نسبة 37.1% من أصل جميع الأسر من أفراد ونسبة 21.7% كانوا يعيش معهم شخص وحيد يبلغ من العمر 65 عاماً فما فوق. وبلغ متوسط حجم الأسرة المعيشية 2.92، أما متوسط حجم العائلات فبلغ 2.22.
بلغ العمر الوسطي للسكان 43.3 عاماً. وكانت نسبة 20.2% من القاطنين تحت سن الثامنة عشر، وكانت نسبة 8.7% بين الثامنة عشر والأربعة وعشرون عاماً، ونسبة 24.9% كانت واقعةً في الفئة العمرية ما بين الخامسة والعشرون حتى والأربعة وأربعون عاماً، ونسبة 23.1% كانت ما بين الخامسة والأربعون حتى الرابعة والستون، ونسبة 23.3% كانت ضمن فئة الخامسة والستون عاماً فما فوق. وتوزع التركيب الجنسي للسكان بنسبة 49.8% ذكور و50.2% إناث.

## معرض صور

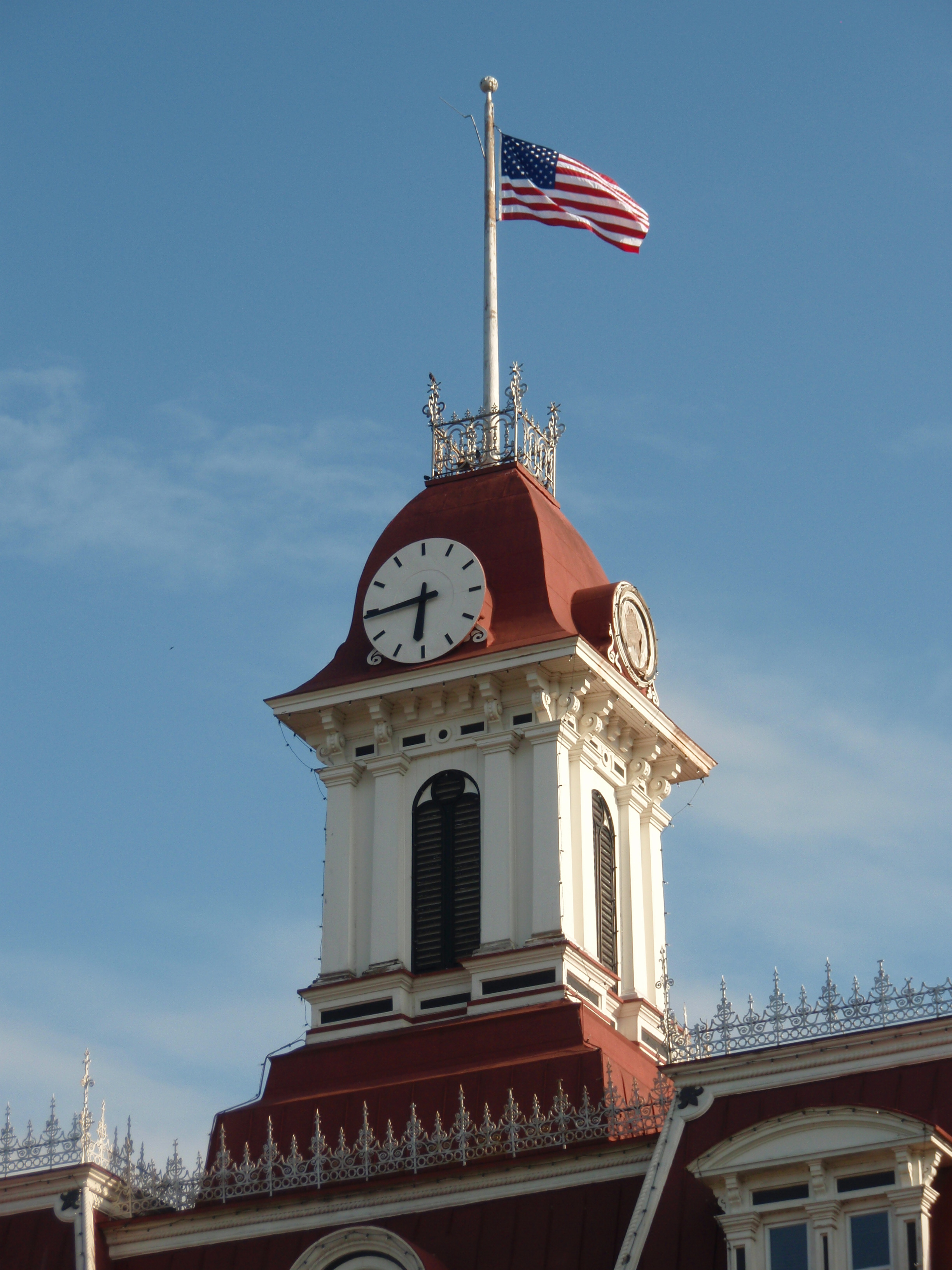
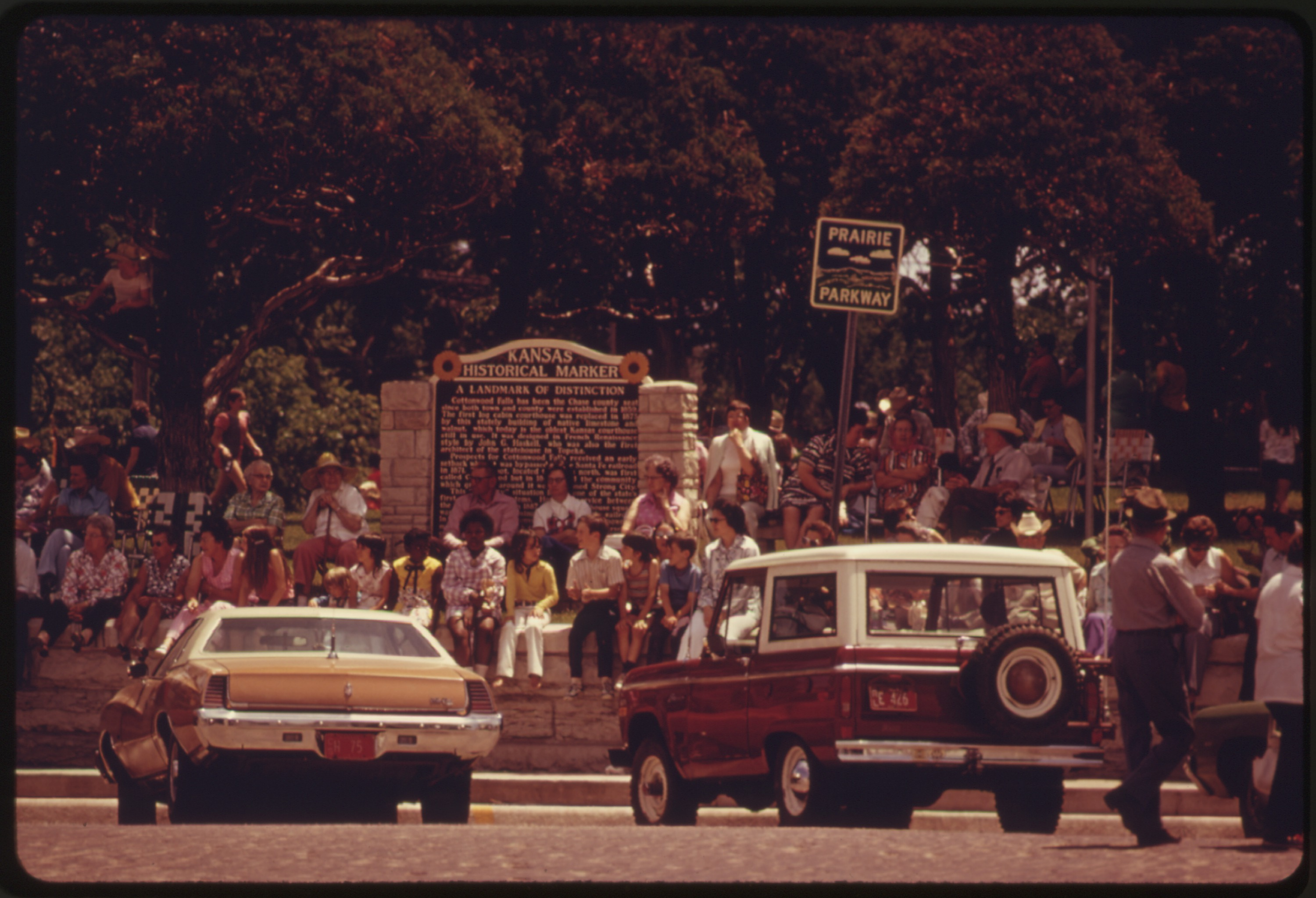
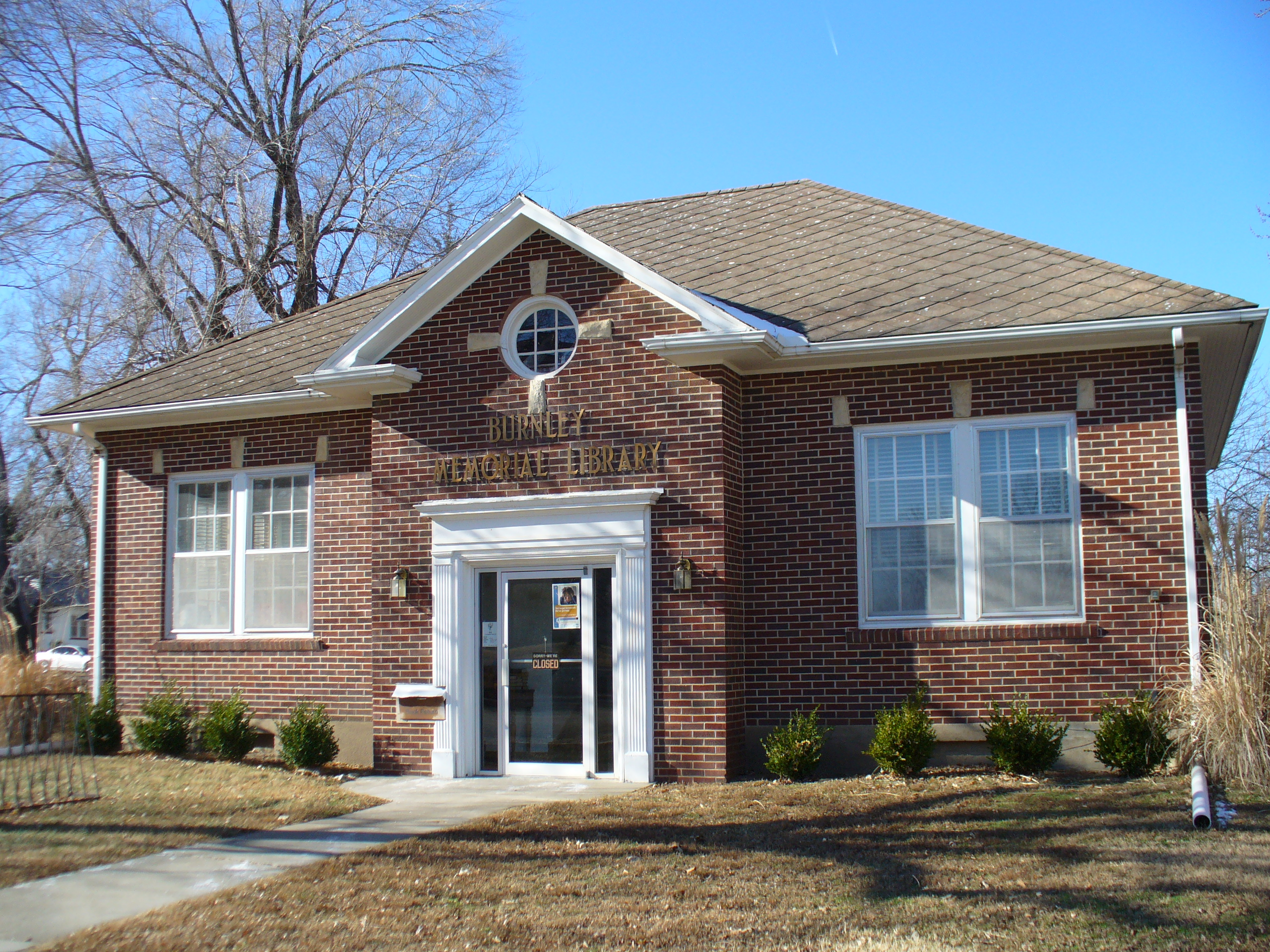

## وصلات خارجية
- Chamber website
- The US50 - Cities and Towns in Kansas State